# 地獄草紙

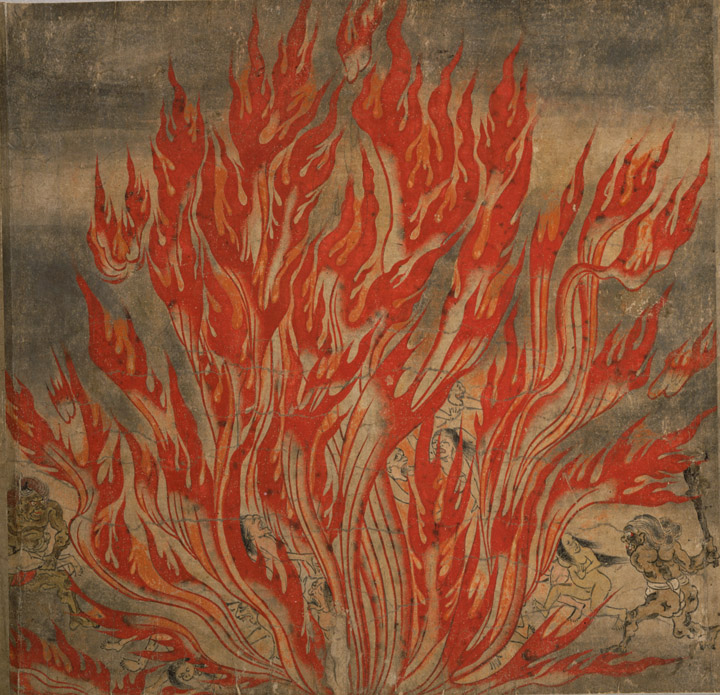
地獄草紙 東博本 雲火霧

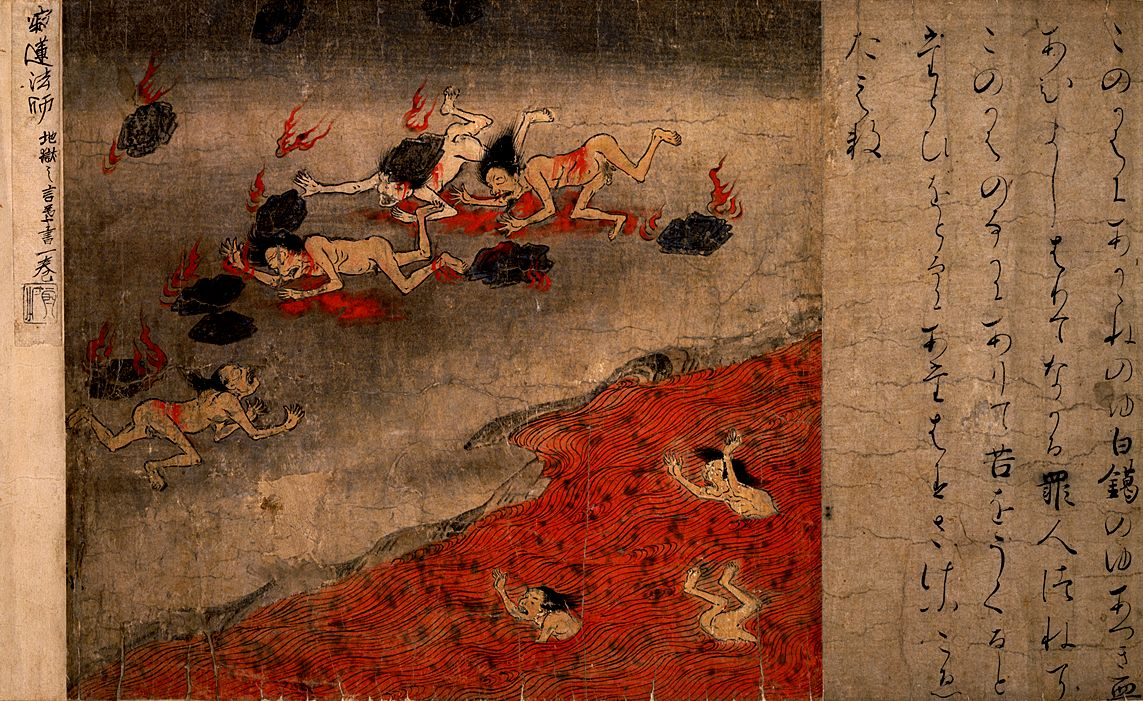
地獄草紙 東博本 雨炎火石

地獄草紙（じごくぞうし）は、地獄を描いた12世紀の絵巻物。地獄草紙と呼ばれる絵巻物は、東京国立博物館本（国宝）、奈良国立博物館本（国宝）、旧益田家本甲巻、旧益田家本乙巻の4巻があった。このうち旧益田家本乙巻は、現在では、地獄を描いたものではないとされ、「辟邪絵」（へきじゃえ）と呼ばれるようになっている。
東博本は、髪火流地獄、火末虫地獄、雲火霧地獄、雨炎火石地獄の4図がある。奈良博本は、屎糞所、函量所、鉄磑所、鶏地獄、黒雲沙、膿血所、狐狼地獄の7図がある。旧益田家本甲巻は、火象地獄、咩声地獄、飛火地獄、剥肉地獄、沸屎地獄、解身地獄、鉄山地獄の7図がある。
奈良国立博物館本、東京国立博物館本は、『餓鬼草紙』、『病草紙』、『辟邪絵』（いずれも国宝）などとともに、後白河法皇が制作させ、蓮華王院の宝蔵に納められていたことが記録されている「六道絵」の一部であったとする説がある。これらが蓮華王院の宝蔵にあったものだと断定はできないが、時代的には後白河の時代、すなわち12世紀頃の制作と考えられている。

## 奈良国立博物館本

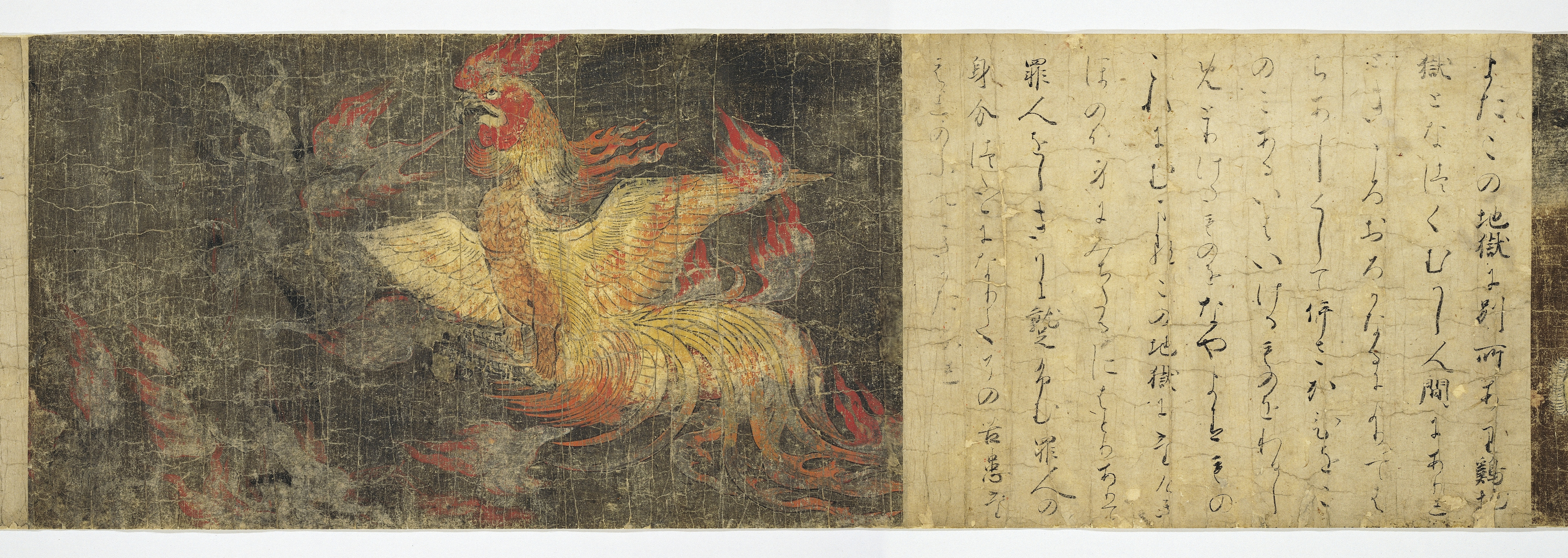
地獄草紙 奈良博本 鶏地獄

地獄草紙 奈良博本 鉄磑所

旧蔵者にちなみ「原家本」ともいう。紙本著色、巻子装。寸法は縦26.5cm、全長453.9cm。絵7段、詞6段からなり、第7段は絵のみがあって詞を欠いている。かつては第6段も絵のみであったが、第6段の詞の部分が他所に保管されていたものが戦後発見され、巻物の所定の位置に貼り継がれている。このように、本巻は完本ではなく、大部の絵巻であったものの一部分が残ったものと推定される。本巻に描かれている地獄の様相は、『起世経』所説の十六小地獄に基づいている。巨大な鶏が口から火を吐く「鶏地獄」、鬼卒たちが亡者を鉄の臼で磨り潰している「鉄磑所」の画像がよく知られている。
『考古画譜』によると、明治20年頃までは東京・東大久保の大聖院にあったもので、後に横浜・三渓園の創立者として知られる原富太郎（原三渓）の所有となった。7段目については詞書を欠くため、「狐狼地獄」とも「灰河地獄」とも推定されている。ボストン美術館には本巻の断簡と推定される「一銅釜」（いちどうふ）図がある。

## 東京国立博物館本
旧蔵者にちなみ「安住院本」ともいう。紙本著色、巻子装。寸法は縦26.1cm、全長243.4cm。絵・詞とも4段からなる。現在の装丁は制作当初からのものではなく、大部の絵巻であったものの一部分が残ったものと推定される。本巻に描かれている地獄の様相は、『正法念処経』所説の叫喚地獄の十六別所（16の小地獄）のうちの4つを表したものである。3段目「雲火霧」の図の炎は、不動明王などの仏像の火炎光背に描法が似ていることが指摘されている。4段目は、詞書によれば「雨炎火石」だが、「剣林」とするのが正しいとされている。元は岡山県岡山市の安住院に伝来し、1950年に国有となった。

## 益田家本甲巻

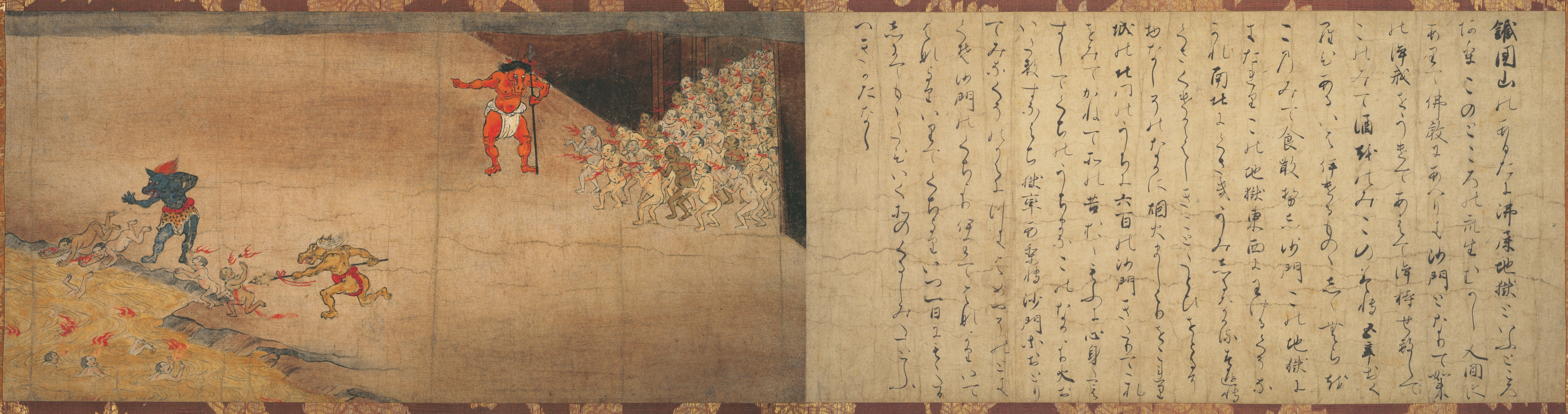
沙門地獄草紙 沸屎地獄

もとは絵・詞とも7段からなる絵巻物であったが、戦後、各段ごとに分割されて掛軸仕立てとなり、各所にばらばらに所蔵されている。本巻に描かれている地獄の様相は、『仏名経』所収の『宝達問答報応沙門経』（『馬頭羅刹経』とも）に依拠したものであることを、美術史家の小林太市郎が指摘している。実業家で、茶人・美術収集家としても著名な益田孝（益田鈍翁）の旧蔵にちなみ「益田家本」と呼ばれ、本巻で地獄に墜ちるのがもっぱら僧侶であることから「沙門地獄草紙」とも称される。各段の所蔵先は以下のとおり。
- 火象地獄 東京・五島美術館蔵（重要文化財）
- 咩声地獄 米国・シアトル美術館蔵
- 飛火地獄 個人蔵 特別展「美麗 院政期の絵画」（2007年奈良国立博物館）に出品。
- 剥肉地獄 個人蔵 特別展「美麗 院政期の絵画」（2007年奈良国立博物館）に出品。
- 沸屎地獄 奈良国立博物館蔵（重要文化財）
- 解身地獄 滋賀・MIHO MUSEUM蔵
- 鉄山地獄 所蔵先不明

なお、益田家には「益田家本地獄草紙乙巻」と呼ばれる絵巻物もあったが、これは地獄の責め苦を描いたものではなく、悪鬼を追い払う善神である辟邪を描いたものであるため、今日では『辟邪絵』と称されている（奈良国立博物館蔵）。他に福岡市美術館所蔵の「勘当の鬼」図（重要文化財）も地獄草紙の断簡とされているが、既述の諸本とは系統の異なるものである。